# Days of Thunder (jeu vidéo, 1990)
Days of Thunder est un jeu vidéo de course développé par Beam Software et édité par Mindscape Group, sorti à partir de 1990 sur DOS, Amiga, Atari ST, Commodore 64, ZX Spectrum, NES, PlayStation 3, Xbox 360 et Game Boy.
Il est adapté du film Jours de tonnerre. Le jeu a fait l'objet d'un remake en 2009 sur iOS (Days of Thunder) et en 2011 sur Xbox 360, PlayStation 3 et PlayStation Portable (Days of Thunder).

## Accueil
- Mean Machines : 39 % (NES)[1]